# Stilpon subnubilus
Stilpon subnubilus är en tvåvingeart som beskrevs av Chvala 1988. Stilpon subnubilus ingår i släktet Stilpon och familjen puckeldansflugor. Arten har ej påträffats i Sverige. Inga underarter finns listade i Catalogue of Life.